# 折り紙建築
折り紙建築（おりがみけんちく）は、ケント紙のような紙に切り線・折り線を入れて任意の角度に折り曲げ、建築物や記念碑を立体的に再現する切り紙の一種である。

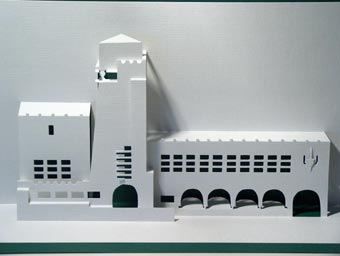
オランダ・ユトレヒトの映画館（:nl:Louis_Hartlooper_Complex）をモチーフにした折り紙建築の例

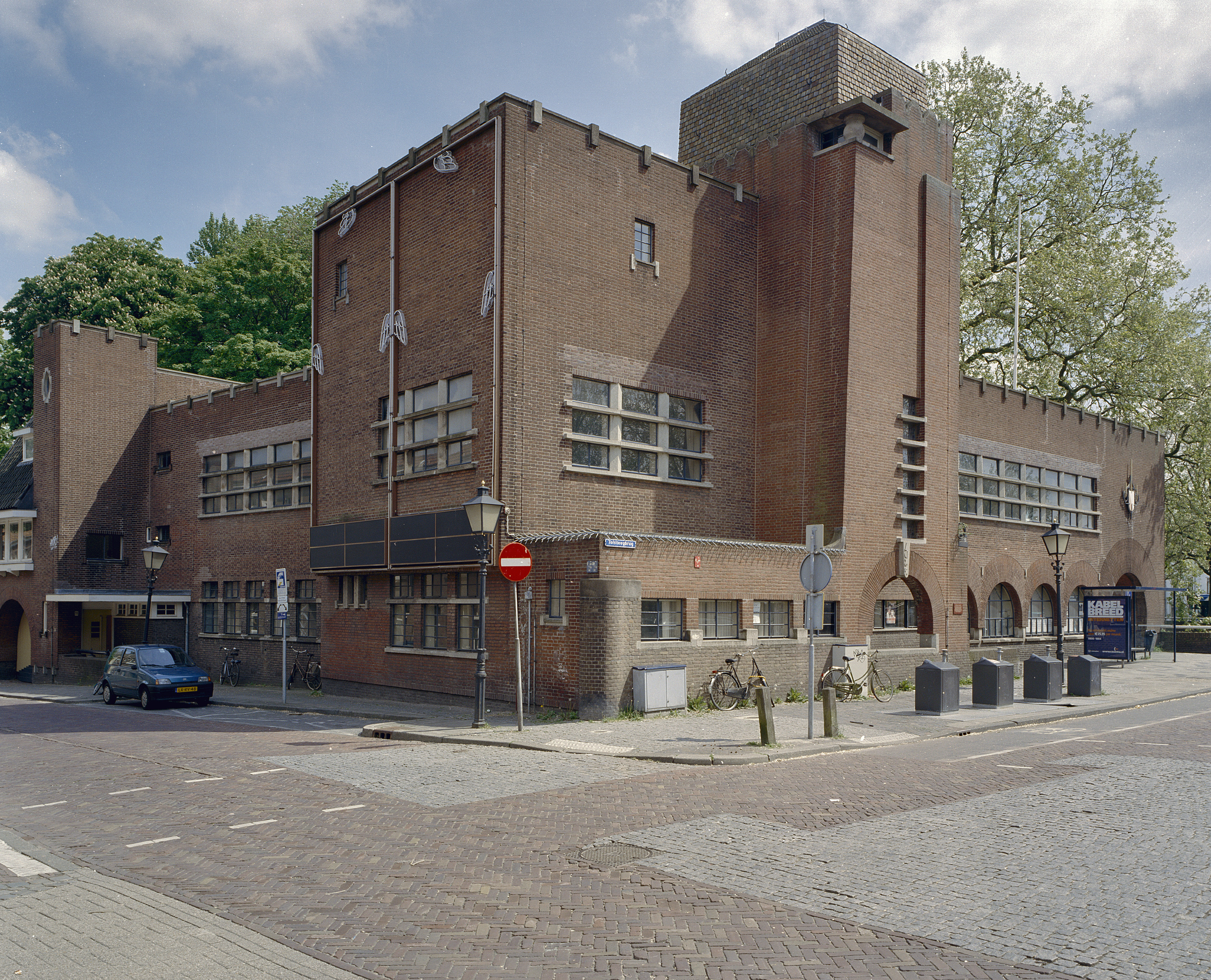
モデルとなった映画館。見比べれば、かなりの精度で再現されていることがわかる

折り紙建築の精巧さは複雑なポップアップに匹敵する。さらに、ほとんどのポップアップは複数の紙を切り貼りして作られるのに対し、折り紙建築は1枚の紙から切り取られる。2次元の紙から3次元の模型を作成するには、実際の建築家と同様の熟練が必要である。

## 発祥
折り紙建築は茶谷正洋教授（当時は東京工業大学の新任教授）によって考案された。日本では、年賀状や暑中見舞いの授受が奨励される。茶谷は、これらの挨拶状は人と人とのつながりとコミュニケーションの重要な形態であると感じていた。また、ペースの速い現代の社会では、挨拶状の交換によって保たれてきたつながりが不足するのではないかとも心配していた。
1981年茶谷が、紙を切ったり折ったりしてユニークで面白いポップアップカードを作成する試みを始めたのが、折り紙建築の始まりである。彼は、折り紙と切り紙の技法、および建築デザインの経験を駆使して、光と影のなす印象的で複雑な模様を生み出した。彼の作品の多くは、陰影を際立たせるために真っ白な紙で作られている。彼は、自著のうちの1冊の序文で、立体的な切り抜きの影が見る者を「ファンタジーの世界」に誘う「夢のようなシーン」を作り出した、と著した。
茶谷は、最初は単にカードを友人や家族に渡すだけだった。しかし、そこから30年近くにわたって、彼は子供向けの折り紙建築に関する書籍を50冊以上出版した。茶谷は折り紙建築が建築デザインと建築の鑑賞を教えるのに良い方法であり、幼児の数学、芸術、デザインへの関心を喚起する良い方法であるとしている。
茶谷は退職後も、作品を製作するためにかなりの時間を費やした。

## 種類
折り紙建築にはいくつかの異なる様式がある。ひとつには、ほとんどのポップアップと同じように、紙を90度の角度で開いたときに建物が現れるものがある。作例は少ないものの他の様式には、紙を開いて反対方向に完全に折り、360度の角度にする必要があるものもある。
また、切り取りった紙を土台に貼り付ける様式のものもある
。しかし木原貴明は、平らな紙から3次元構造を「切り抜く」という別の手法を頻繁に使用する。この手法で作成された折り紙建築は、見る者は切り抜かれた空間を見ることができ、興味深い影の効果が期待できる。木原は、この様式の折り紙建築は作成された作品を簡単に再び平らに畳めるため、他のものよりも保存しやすいことも指摘している。

## 建築設計での利用
折り紙建築は、多くの設計者が2Dを3Dとして視覚化して、デザインのアイデアを拡張および探索するために使用するツールになっている。また、CAD（コンピューター支援設計）を使用して折り紙建築を製作する方法がある。さらにレーザーカットを使用することで切断を高速化・正確化できる。ただ、AIによって自動で設計を行うプログラムはまだ開発中である。
EPFLアーキテクトのハニ・ブリとイヴ・ヴァイナンドは、折り紙建築を使用して複雑な折り畳みプレート構造を大量生産する方法を研究した。ヨシムラパターン（逆ダイヤモンドパターン）、ミウラ折りパターン（ダイアゴナルパターン）、およびダイアゴナルパターン（対角線で折り畳まれた一連の平行四辺形）などにより、すべてが成功した。その結果、ブリとワイナンドはローザンヌのモデルとチャペルさえも製作できた。